# Hans Bremme
Hans Bremme (* 14. Juni 1898 in Barmen; † 3. Juni 1970 in Wuppertal) war ein deutscher Jurist und Verwaltungsbeamter. Von 1945 bis 1946 war er Bürgermeister und Oberbürgermeister und von 1946 bis 1958 Oberstadtdirektor der Stadt Wuppertal.

## Leben
Hans Bremme wurde am 14. Juni 1898 in Barmen als Sohn des Besitzers der Brauerei Carl Bremme Adolf Bremme (1859–1918) und seiner Ehefrau Laura, geb. Hueck (1867–1929) geboren. Nach dem Notabitur nahm er freiwillig als Fahnenjunker am Ersten Weltkrieg teil. Er begann nach Kriegsende das Jura-Studium an den Universitäten zu Münster, Freiburg, Berlin und Bonn, das er 1921 mit dem Assessor und der Promotion („Die allgemeinen strafrechtlichen Bestimmungen der Reichsabgabenordnung“) zum Dr. jur. an der Universität zu Köln abschloss.
Er war mit Beate Bremme verheiratet.

## Beruf
Seine Verwaltungstätigkeit begann er als „juristischer Hilfsarbeiter“ in den Städten Remscheid und Düsseldorf, zwischendurch war er 1924 für einige Monate kommissarischer Bürgermeister der Stadt Wermelskirchen und wurde schließlich am 14. März 1927 zum Stadtsyndikus seiner Heimatstadt Barmen ernannt. Dieses Amt wurde ihm nach der Zusammenlegung der Gemeinden Barmen und Elberfeld (1929) zum 1. Dezember 1931 für die neugebildete Stadt Wuppertal übertragen. Zu seinen wesentlichen Aufgaben gehörte es, die Vereinigung der beiden Städte rechtlich zu begleiten. Bremme übernahm im Lauf der nächsten Jahre zusätzlich die Dezernate Krankenanstalten, Polizei, Steuer und Wohlfahrt der Stadt Wuppertal. Diese wurden ihm im Zuge der nationalsozialistischen Herrschaft auch in den Rathäusern wieder entzogen, da seine Ehefrau als jüdischer Mischling galt. Er konnte aber bis Kriegsende seine ursprüngliche Aufgabe als Stadtsyndikus fortsetzten.
Am 12. Mai 1945 wurde Bremme von der britischen Militär-Regierung in der britischen Besatzungszone als Bürgermeister der Stadt Wuppertal eingesetzt und am 9. November 1945 zum Oberbürgermeister ernannt. Nach Einführung einer neuen Gemeindeordnung in Nordrhein-Westfalen wurde er am 16. Januar 1946 von der Stadtvertretung zum Oberstadtdirektor gewählt. Dieses Amt hatte er bis 31. Januar 1958 inne. Nach seinem Ausscheiden aus den Diensten der Stadt Wuppertal wurde Bremme am 1. Februar 1958 Hauptgeschäftsführer der Arbeitsgemeinschaft der Industriellen Forschungsgemeinschaft in Köln. Diese Tätigkeit übte er bis zum 31. März 1962 aus. Er arbeitete danach bis zu seinem Tod am 3. Juni 1970 als Rechtsanwalt in Wuppertal.

## Ehrungen
Für seine Verdienste erhielt Hans Bremme das Verdienstkreuz am Bande der Bundesrepublik Deutschland. Seine Heimatstadt Wuppertal benannte 2006 eine Straße nach ihm.